# Daniel Cohn-Bendit
Daniel Marc Cohn-Bendit (n. 4 aprilie 1945, Montauban, Midi-Pyrénées, Franța) este un om politic franco-german, unul din principalii lideri ai manifestațiilor studențești din mai 1968 din Franța.

## Copilăria
S-a născut în Franța într-o familie de evrei germani refugiați încă din 1933. Și-a petrecut o parte din copilărie la Paris, după care s-a mutat în Germania, unde tatăl său profesa avocatura. Fiind apatrid la naștere, la împlinirea vârstei de 18 ani a avut dreptul de a cere ambele cetățenii, dar a solicitat doar cetățenia germană, pentru a evita stagiul militar în Franța.

## Franța 1968

### Revolte studențești
A revenit în Franța în 1966, pentru a studia sociologia la Universitatea din Nanterre. Aici s-a apropiat de mișcări anarhiste iar faptul că era german i-a permis luarea de contacte cu mișcări similare germane.
În primăvara lui 1968 s-a făcut remarcat în timpul revoltelor studențești de stânga non-comuniste, devenind foarte repede unul dintre liderii acesteia. A primit porecla de Dany le Rouge („Dany cel Roșu”) iar faptul că originile sale străine au fost exploatate de oponenții revoltelor a dus la apariția sloganului popular Nous sommes tous des juifs allemands („Suntem cu toții evrei germani”). Intervenția brutală a poliției asupra manifestanților a dus la alăturarea sindicatelor la proteste, ceea ce a dus la paralizarea completă a țării. 

### Expulzare
Între timp, datorită scăderii influenței grupului său asupra mișcării de protest, Cohn-Bendit s-a retras la Saint-Nazaire, de unde a fost expulzat pe data de 22 mai. Per ansamblu, participarea lui la mișcări a avut o importanță scăzută, acestea continuând fără el. Cu toate acestea, aportul său și impactul mediatic i-au creat un statut pe care acesta l-a utilizat la reîntoarcerea în Franța în anii 1990.

## Reîntoarcerea în Germania
Întors în Germania, a fost unul dintre membrii fondatori ai grupării Revolutionärer Kampf  („Lupta Revoluționară”), unul dintre ceilalți membrii fondatori fiind Joschka Fischer, viitor vice-cancelar german, cu care Cohn-Bendit va avea o colaborare de lungă durată. Numeroase acuzații de vandalism, acțiuni criminale și pedofilie legate de această perioadă au apărut după ce Cohn-Bendit a devenit o personalitate politică importantă.

## Politician ecologist
În 1984 se alătură partidului ecologist german Verzii, pe listele căruia devine viceprimar al orașului Frankfurt în 1989. În 1994 a fost ales în Parlamentul European din partea Germaniei iar în 1999 a fost ales din partea Franței, candidând pe listele partidului ecologist francez Verzii. 

## Parlamentar european

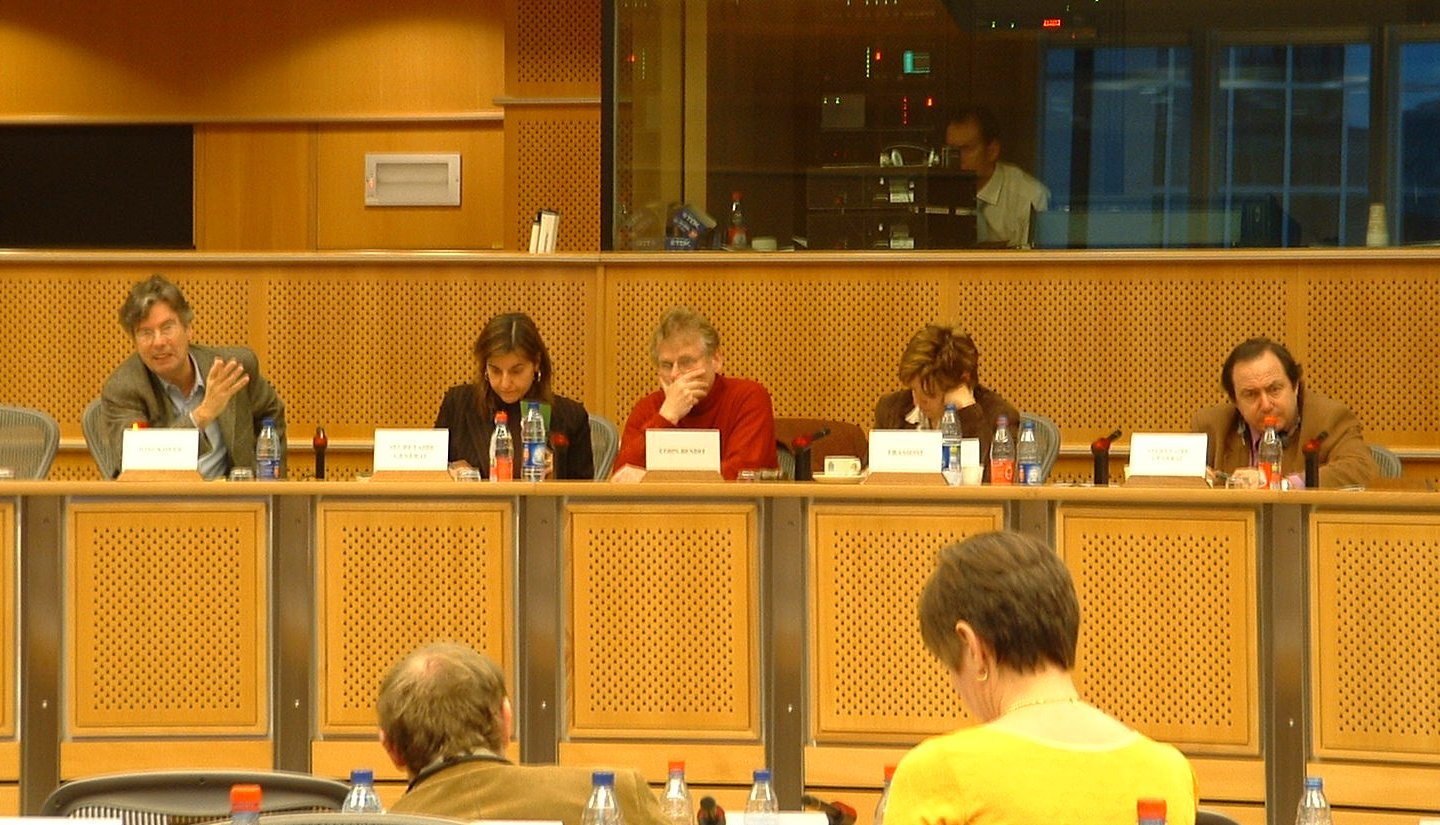
Daniel Cohn-Bendit în Parlamentul european

În Parlamentul European viziunile lui Cohn-Bendit s-au orientat spre centru, el atrăgându-și numeroase controverse: din partea dreptei pentru pozițiile lui de relaxare a imigrației, legalizarea drogurilor ușoare și contra energiei nucleare; din partea stângii pentru pozițiile lui pro-comerț liber și colaborarea frecventă cu personalități centriste ca Bernard Kouchner și François Bayrou. Atitudinea lui de nerespectare a distincțiilor clare între politica de stânga și cea de dreapta l-au făcut să devină ne-popular în Franța, unde partidele de stânga sunt mai atașate de această diferențiere decât cele din Germania. Acestea, împreună cu atitudinea sa pro-europeană l-au făcut să candideze la alegerile din 2004 din partea Germaniei pe listele partidului verzilor. A fost  copreședinte al Grupului Verzilor - Alianța Liberă Europeană din Parlamentul European.
În anul 2014 s-a retras din viața politică activă.

## Legături externe
- Daniel Cohn-Bendit Arhivat în 10 martie 2011, la Wayback Machine. de  en  fr
- Detailed autobiography Arhivat în 8 iulie 2011, la Wayback Machine. fr
- German Greens de
- French Greens Arhivat în 13 februarie 2011, la Wayback Machine. fr
- Daniel Cohn-Bendit speaks on The Legacy of 1968: A European Perspective Arhivat în 2 iunie 2008, la Wayback Machine., on BUniverse,
- Spinelli Group
- Union of European Federalists